# لاسلو بارثا
لاسلو بارثا (بالمجرية: Bartha László)‏ هو لاعب كرة قدم مجري، ولد في 9 فبراير 1987 في Komló ‏ في المجر. شارك مع منتخب المجر تحت 17 سنة لكرة القدم ومنتخب المجر لكرة القدم. أما مع النوادي، فقد لعب مع نادي فيرينتسفاروشي.